# Drenovac (Orahovac)
Pour les articles homonymes, voir Drenovac.
Drenoc en albanais et Drenovac en serbe latin (en serbe cyrillique : Дреновац) est une localité du Kosovo située dans la commune/municipalité de Rahovec/Orahovac et dans le district de Prizren/Prizren. Selon le recensement kosovar de 2011, elle compte 1 587 habitants, dont une majorité d'Albanais.
Selon le découpage administratif du Kosovo, la localité fait partie du district de Gjakovë/Đakovica.

## Histoire
Le village abrite une mosquée du XVIIIe siècle proposée pour une inscription sur la liste ses monuments culturels du Kosovo.

## Démographie

### Évolution historique de la population dans la localité
| 1948 | 1953 | 1961 | 1971 | 1981  | 1991  | 2011  |
| ---- | ---- | ---- | ---- | ----- | ----- | ----- |
| 442  | 470  | 564  | 816  | 1 217 | 1 653 | 1 587 |

|  |